# Haplophyllum rechingeri
Haplophyllum rechingeri är en vinruteväxtart som beskrevs av C. C. Townsend. Haplophyllum rechingeri ingår i släktet Haplophyllum och familjen vinruteväxter. Inga underarter finns listade i Catalogue of Life.